# Anthony Eden
Anthony Robert Eden (Windlestone, 12. lipnja 1897. – Alvediston, 14. siječnja 1977.), britanski državnik
Bio je prvak Konzervativne stranke. U Ligi naroda istupao je za primjenu sankcija protiv Italije zbog napada na Etiopiju. Kao ministar vanjskih poslova podnio je ostavku zbog politike popustljivosti prema Hitleru i Mussoliniju, što ju je vodio predsjednik vlade Arthur Neville Chamberlain. Kad je izbio Drugi svjetski rat 1939. godine ulazi u Chamberlainovu vladu te ostaje i u Churchillovoj vladi. U travnju 1955. zamijenio je Winstona Chruchilla kao predsjednik vlade. Kao jedan od inicijatora oružanog britansko-francusko-izraelskog napada na Egipat 1956. osuđen je od javnog mijenja te se 1957. povukao iz političkog života. Godine 1961. dobio je plemićku titulu (Earl of Avon).